# Земља маслине
Земља маслине (грч. Η Γη της Ελιάς) је грчка телевизијска серија, произведена у периоду од 2021. до 2024. године, чији су творци Вана Димитриу, Андреас Георгиу и Кулис Николау. Приказује се на телевизијском каналу Mega Channel од 1. септембра 2021. године па све до данас. 
Серија приказује живот три породице: Вретаку, Капернару и Стефанеа, које су пореклом из Ареополиса, са полуострва Мани, и приказује друштвене, професионалне и љубавне односе између њихових чланова као и крвну освету између две од поменутих породица. Снимање серије одвија се у природном окружењу на Кипру и у Грчкој.
У децембру 2022. године серија је продужена и трећом сезоном која је премијеру имала 24. септембра 2023. године.

## Продукција

### Почетак сарадње са телевизијом МЕГА
У децембру 2020. објављено је да су редитељ Андреас Георгиу, продуцент Кулис Николаос и сценариста Вана Димитриу заједно са продукцијском кућом Make It Productions потписали уговор о ексклузивној сарадњи са телевизијском станицом Mega Channel, док је још увек била активна сарадња са телевизијском станицом СКАЈ (грч. ΣΚΑΪ), због серије 8 речи (грч. 8 λέξεις). У складу са уговором, требало је да сниме прву телевизијску драмску серију на телевизији МЕГА, након поновног покретања ове станице, која би премијерно била приказана на јесен телевизијске сезоне 2021-2022. године. Почетком 2021. године било је познато да ће серија, која је била у припреми, носити назив „Земља маслине” (грч. Η Γη της Ελιάς). Први трејлер за серију приказан је јула 2021. године.
Упоредо са премијером серије на телевизији МЕГА, право на приказивање серије на Кипру купила је телевизијска станица Alpha са Кипра.

### Избор глумачке екипе
Кастинг за избор глумачке екипе за серију кренуо је у јануару 2021. године у Атини и на Кипру. Истовремено је најављен велики телевизијски повратак глумица Анђеле Гереку, Маро Конду и Лидије Кониорду које ће се наћи у главним улогама  након деценија одсуства са телевизије. У снимању серије су учествовали и глумци Ифигенија Циола, Јоргос Парцалакис и Спирос Николаидис, који су сарадњу са Андреасом Георгиу наставили одмах након серије 8 речи. У серији Земља маслине дебитовали су глумци Афродити Љанду, Лијам Ајрланд и Дионисис Папандреу, тумачећи три главна млађа лика. 

### Сезона и приказивање
Премијера прве сезоне била је 1. септембра 2021. године, док је први циклус завршен са 227 епизода 30. јуна 2022. године. Премијера друге сезоне била је 19. септембра 2022. године, док је други циклус завршен са 212 епизода 5. јула 2023. године. Премијера треће сезоне била је 24. септембра 2023. године. У јануару 2024. године канал је објавио да ће серија имати четврти циклус епизода, који ће премијерно бити приказан на јесен 2024. године.  

## Преглед серије
| Циклус | Епизоде        | Премјера            | Финале        |
| ------ | -------------- | ------------------- | ------------- |
| 1      | 227            | 1. септембар 2021.  | 30. јун 2022. |
| 2      | 212            | 19. септембар 2022. | 5. јул 2023.  |
| 3      | Биће објављено | 24. септембар 2023. | 2024.         |
| 4      | Биће објављено | јесен 2024.         | 2025.         |

## Приказивање
Прво приказивање серије је обележила дупла трочасовна епизода у ударном термину телевизијске станице, у ком је наставила да се приказује. Приказивање и трајање серије, поготово прве сезоне, није имало одређену границу, пошто се трајање сваке епизоде кретало између сат и 15 минута и сат и 50 минута. Што се тиче учесталости приказивања, кретало се између 4 и 7 дана у недељи. Често је канал, у складу са потребама, приказивао и две двочасовне епизоде у дану, премашујући тако четворочасовно дневно приказивање.